# ワーリー

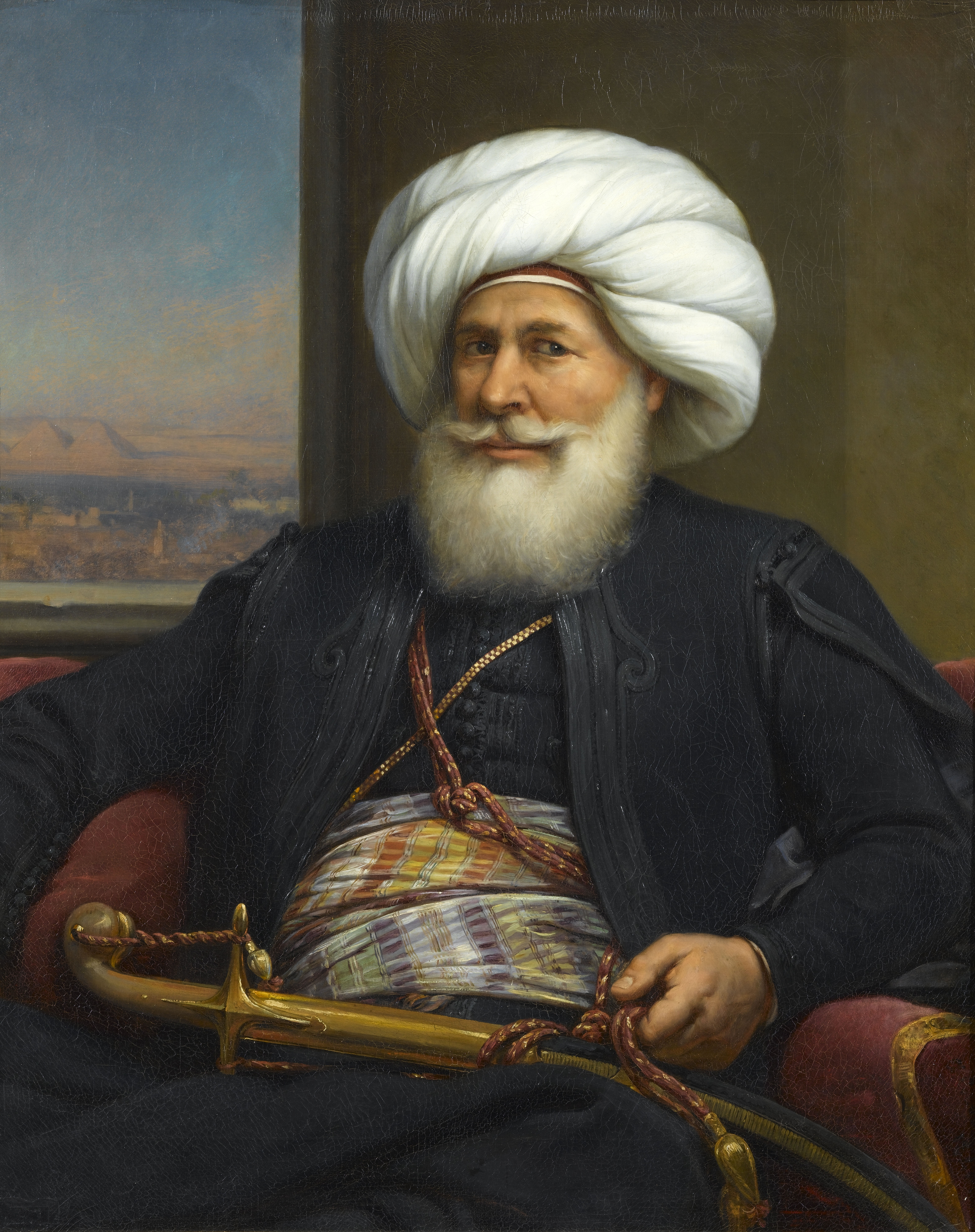
エジプト総督ムハマンマド・アリー、オーギュスト・クーデル作 、1841年。

サファヴィー朝のカルトリ（グルジア）総督、ロスタム（ルスタム・ハーン）。

ワーリ、ワーリーまたはヴァリ（アラビア語: والي   Wālī）は、イスラム世界（イスラム帝国やオスマン帝国を含む）で、知事に類する地方行政区画の首長を指す肩書。
ワーリーが統治する区画は普通は「ウィラーヤ」と呼ばれ、オスマン帝国の場合は「ヴィライェト」と呼ばれていた。
アラブやイスラム文化の影響を受けた一部の国では現在も使用されている。

## 各国での用法

### アルジェリア
アルジェリアでは、ワーリは全国で58設置されている県（ウィラーヤ）の「知事」であり、地方行政の長であり、大統領によって選ばれる。

### イラン
イランではこの用語はヴァーリとして知られ、重要州の領主もしくは総督を指す。
サファヴィー朝時代（1501年～1722年）、以下のような各地の旧支配者を世襲のヴァーリとした。
- グルジア人のカルトリ王国やカヘティ王国
- クルド人のアルダラーン家
- ロレスターンのアタベク
- フーゼスターンのアタベク

これらはサファヴィー朝の地方の長であるベイレルベイに相当する地位だったが、いずれもイラン本土の西側に位置しており、対外防衛の責務があった。
ガージャール朝時代（1785年～1925年）、グルジア諸国はロシアに併合され、世襲領主は中央政府の高官によって置き換えられた。ヴァーリは（他のロシア帝国が併合してきた地域の君主号と同様に）皇族と関係づけられることがあり、例えば皇太子は伝統的に「アゼルバイジャン（イラン）のヴァーリ」の称号を保持していた。

### オスマン帝国
ヴァリはオスマン帝国ではもっとも一般的な知事の称号である（フランス語では総督（仏: gouverneur-général）と訳される

例えばフランス語版オスマン帝国憲法）。
地方行政の単位であるヴィライェトの長である。軍の長としてはしばしばパシャとも呼ばれた。歴史的な変化についてはオスマン帝国の行政区画を参照。

### オマーン
かつてオマーンのスルタンは、ケニアのモンバサを支配した際、この都市に、地元ではリワリ(LiWali)として知られるワリを任命した。
現在のオマーンでは11のムハーファザの下に、62のウィラーヤ(州)が置かれている。ウィラーヤの長はワリである。

### モロッコ
1997年の再編でモロッコ全土は16の地域(region)に分けられ、国王から任命されたワーリがその首長となった。現在では2011年モロッコ憲法改正国民投票に伴う分権策として地方議会の長にその権限を譲っている。

### パキスタン
ワリはパキスタンでは1969年まで存在していた半自治国家スワートの支配者の称号だった。

### フィリピン

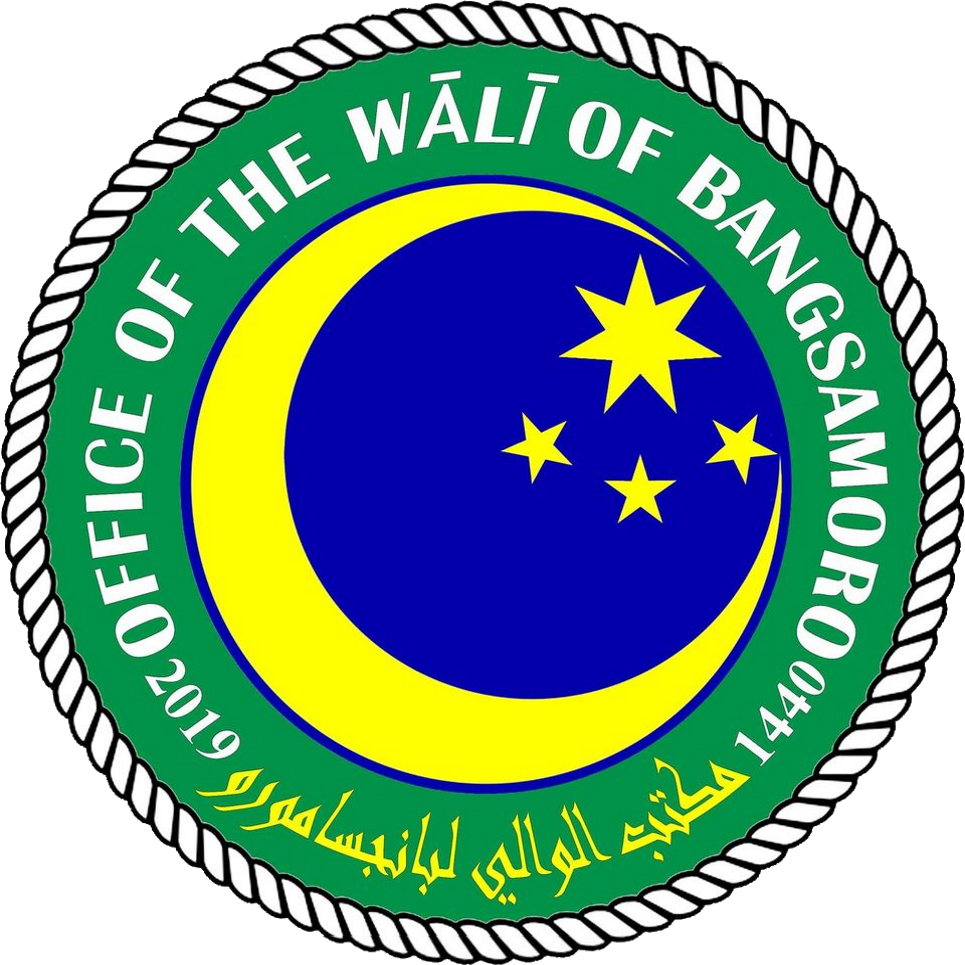
バンサモロのワリの紋章

現在、フィリピンのミンダナオ島南部に置かれているイスラム教徒(モロ)の自治区であるバンサモロ自治地域の儀礼上の首長はワリと呼ばれる。
実権はないが、各種の儀礼で役割を果たし、また、自治政府の首相の助言に従って議会の解散・招集を行うなど、地域全体の象徴的存在である。

### トルコ
トルコでは、ヴァリは81県で構成されるトルコの地方行政区画を管轄する県知事の称である。官僚の中から内務大臣によって指名され、大統領によって任命される。
なお、1987年から2002年まで、非常事態地域知事（トルコ語: Olağanüstü Hâl Bölge Valiliği）という北クルディスタン地域の複数の県知事の上に立って調整監督する、いわば上級ヴァリが置かれていた。